# Москвітін Іван Юрійович
Іван Юрійович Москвітін (дати народження і смерті невідомі) — російський козак, землепрохідник, загін якого, першим із європейців, досяг берегів Охотського моря.
Походження козака невідоме, не виключено, що або він, або його батько чи дід були родом із Московської землі, на що вказує прізвище.

## Похід до Охотського моря
У 1630-х роках, у пошуках нових земель, росіяни рухалися від Ленського острога (нині Якутськ) як на північ і південь (уверх та вниз по Лені), так і на схід, часто під впливом неясних чуток, що там, на сході, простягається Тепле море. На початку 1636 року, у складі загону томського отамана Дмитра Копилова, Іван Москвітін вирушив із Томська через Ленський острог на схід. Річковим шляхом, уже розвіданим землепрохідцями, загін Копилова 1638 року спустився по Лені до Алдана і п'ять тижнів підіймався цією річкою на сто верст вище за гирло Маї (правої притоки Алдана). Зупинившись на Алдані, Копилов заснував там Бутальський зимівник, а навесні 1639 року послав на розвідку шляху до «моря-океану», через Маю, Івана Москвітіна із загоном 39 чоловік. Серед них був якутський козак Нехорошко Іванович Колобов, який у січні 1646 року описав свою службу в загоні Москвітіна (його свідчення є важливим документом про відкриття Охотського моря). Крім розвідки нових земель та збору хутра, метою походу був пошук річки Чиркол, де за чутками знаходилася гора Чиркол, багата на срібні руди.
Вісім днів загін Москвітіна спускався по Алдану до гирла Маї. Далі, протягом шести—семи тижнів, козаки йшли вверх по Маї, вивчаючи яким шляхом краще з її долини перейти гори, за якими було море. Москвітін вибрав шлях по Юдомі (притоці Маї), піднявся до порогів та, обійшовши їх, вийшов до Юдомького Хреста — короткого і легкого перевалу через відкритий ними хребет Джугджур. Шлях по Юдомі зайняв тиждень. За Юдомським Хрестом невеликі річки течуть у східному напрямку до моря. Козаки вибрати південну, одну із приток Ульї, і пливли по ній вісім діб, далі, через п'ять діб по Ульї, у середині вересня, вийшли до моря.
За 35 км вище гирла Ульї козаки збудували Усть-Ульїнський зимівник з острогом. Звідти Москвітін вислав на розвідку дві групи козаків. Північна група, рухаючись на схід, оглянула частину північного берега Охотського моря до Тауйської губи. Південна група, рухаючись на південний захід морем, оглянула весь західний берег до Удської губи. У гирлі Уди південна група від місцевих мешканців здобула відомості про річку Амур. Від гирла група перейшла морем у зворотньому, північно-східному напрямку, до гирла Алдоми, де перезимувала, і до весни 1640 року повернулася до Усть-Ульїнського зимівника. Влітку 1641 року загін Москвітіна тим же шляхом повернулася до Ленського острога з великою здобиччю. 
1646 року Іван Москвітін відряджений до Москви, де влада дізналася про його похід до Охотського моря. У липні 1647 року повернувся до Томська у чині отамана піших козаків.

## Вшанування
- Іменем Москвітіна названий мис у бухті Лужина Охотського моря[6];
- У гирлі Ульї у 1972 році встановлений пам'ятний знак на честь Івана Москвітіна та його супутників[6] (скульптор Влодимир Бабуров);
- На честь землепрохідника назване село Москвитине в Амурській області Російської Федерації.